# Rihga Royal Hotel Kokura
La Rihga Royal Hotel Kokura (リーガロイヤルホテル小倉) est un gratte-ciel construit de 1986 à 1993 à Kitakyushu dans le sud du Japon. Il mesure 132 mètres de hauteur pour une surface de plancher de 123 086 m2.
Il abrite un hôtel de la chaîne Rihga Royal Hotels Co. Ltd et 5 étages de bureaux.
C'est le plus ancien gratte-ciel et en 2021 le deuxième plus haut immeuble de Kitakyushu.
L'architecte est la société Nikken Sekkei.